# クソゲーって言うな!
『クソゲーって言うな！』（クソゲーっていうな）はおもちさんによるオンライン小説。小説家になろう、カクヨム、エブリスタにて2018年5月2日から6月2日まで連載された。カクヨム、エブリスタでは後日談2話も掲載されている。
2019年4月に、野愛におしによる漫画版が双葉社より発売されたが、1巻発売後に打ち切られた。

## あらすじ
RPG世界の登場人物である、賢者のマリウスは、自分たちのゲームについて調査し、現実世界で「クソゲー」と呼ばれていることを知る。勇者のリーディスたちは「編集モード」を使い、汚名返上のためにアドリブでシナリオを面白くしようと奮闘する。

## 登場人物
リーディス
声 - 乙幡美成
勇者。ゲームの評判を覆すため「編集モード」の使用を提案する。
マリウス
声 - 三苫紘平
賢者。アドリブプレイ時はレベル1での冒険を強いられている。
ミーナ
声 - 東江舞夏
城のメイドだったが、アドリブにより大聖女となる。強いがドジっ子。
リリア
声 - 岡田真弓
もとは聖女だったが、ミーナが大聖女になったことで「にぎやかし女」となる。
メリィ
声 - 木下鈴奈
もとは聖女だったが、ミーナが大聖女になったことで「不愛想なクソガキ」となる。
ルイーズ
声 - 宮世真理子
聖女。
邪神
声 - 伊藤翔
ラスボス。気遣い屋。
ピュリオス
声 - 三品建
邪神軍の参謀であり、大魔導士。ミーナを大聖女に仕立てた。
エルイーザ
声 - 城美美
女神。設定に反し、粗野で乱暴。
王様
声 - 成澤卓
王。
もちウサギ
声 - 右田早也佳
マスコットキャラクター。

## 書誌情報
- おもちさん（原作）・野愛におし（作画） 『クソゲーって言うな！1』 双葉社〈アクションコミックス〉、2019年4月20日発売[7]、ISBN 978-4-575-85297-4

## Webアニメ
漫画版を原作としたアニメが、2020年10月よりTwitterにて配信。作品公式Twitterでの配信前に、ORICON NEWSの公式Twitterにて先行配信が行われる。
エブリスタ連載、DEF STUDIOS株式会社原作のアニメ作品は『京都寺町三条のホームズ』に続く2作目となる。
ナレーションは常盤昌平が担当。

### スタッフ
- 原作 - 野愛におし、おもちさん[6]
- 監督 - 山本雄三[6]
- キャラクター・原画 - Mille*Mille Works.[6]
- 美術監督 - 山田美伸[6]
- 音楽 - 松野恭平[6]
- プロデューサー - 伊藤大河
- アニメーション制作 - キャラクション[6]
- 制作 - 「クソゲーって言うな！」製作委員会[6]

### 主題歌
「クソゲーって言うな！」
太田家による主題歌。作詞は太田彩華、作曲は太田ひさおくん。

### 各話リスト
配信日は作品公式Twitterでのもの。Twitter以外の配信サイトではA・Bパートをまとめており、Twitter版とは異なったエンディングが流れる。
| 話数  | タイトル                       | 配信日          |
| ----- | ------------------------------ | --------------- |
| #1-A  | このゲームはクソです！         | 2020年 10月19日 |
| #1-B  | クソゲーなんて言わせねぇ！     | 10月20日        |
| #2-A  | このシステムはクソです！       | 10月26日        |
| #2-B  | このアドリブはクソです！       | 10月27日        |
| #3-A  | このメイドはクソです！         | 11月02日        |
| #3-B  | このミーティングはクソです！   | 11月03日        |
| #4-A  | この装備はクソです！           | 11月09日        |
| #4-B  | この大魔道士はクソです！       | 11月10日        |
| #5-A  | ミーナの覚醒！                 | 11月16日        |
| #5-B  | この大聖女はクソです！         | 11月17日        |
| #6-A  | このヒロイン1はクソです！      | 11月23日        |
| #6-B  | このヒロイン2はクソです！      | 11月24日        |
| #7-A  | このクエストはクソです！       | 11月30日        |
| #7-B  | この選択肢はクソです！         | 12月01日        |
| #8-A  | このサブメンバーはクソです！   | 12月07日        |
| #8-B  | このメインイベントはクソです！ | 12月08日        |
| #9-A  | この聖女1はクソです！          | 12月14日        |
| #9-B  | この聖女2もクソです！          | 12月15日        |
| #10-A | この封印はクソです！           | 12月21日        |
| #10-B | この2周目はクソです！          | 12月22日        |
| #11-A | この女神はクソです！           | 12月28日        |
| #11-B | このヒットマンはクソです！     | 12月29日        |
| #12-A | この工夫はクソじゃない！       | 2021年 01月04日 |
| #12-B | クソアニメなんて言わせねぇ！   | 01月05日        |

### 配信サイト
| 配信開始日     | 配信時間                               | 配信サイト                   | 備考     |
| -------------- | -------------------------------------- | ---------------------------- | -------- |
| 2020年10月18日 | 日曜・月曜 1:00（土曜・日曜深夜） 更新 | ORICON NEWS公式Twitter       | 先行配信 |
| 2020年10月19日 | 月曜・火曜 18:00 更新                  | 作品公式Twitter              |          |
| 2020年11月3日  | 火曜 0:00 更新                         | GYAO! dアニメストア あにてれ |          |
| 2020年11月11日 | 水曜 0:00 更新                         | Amazon Prime Video           |          |
| 2020年11月17日 | 火曜 0:00 更新                         | TSUTAYA TV                   |          |